# České Budějovice

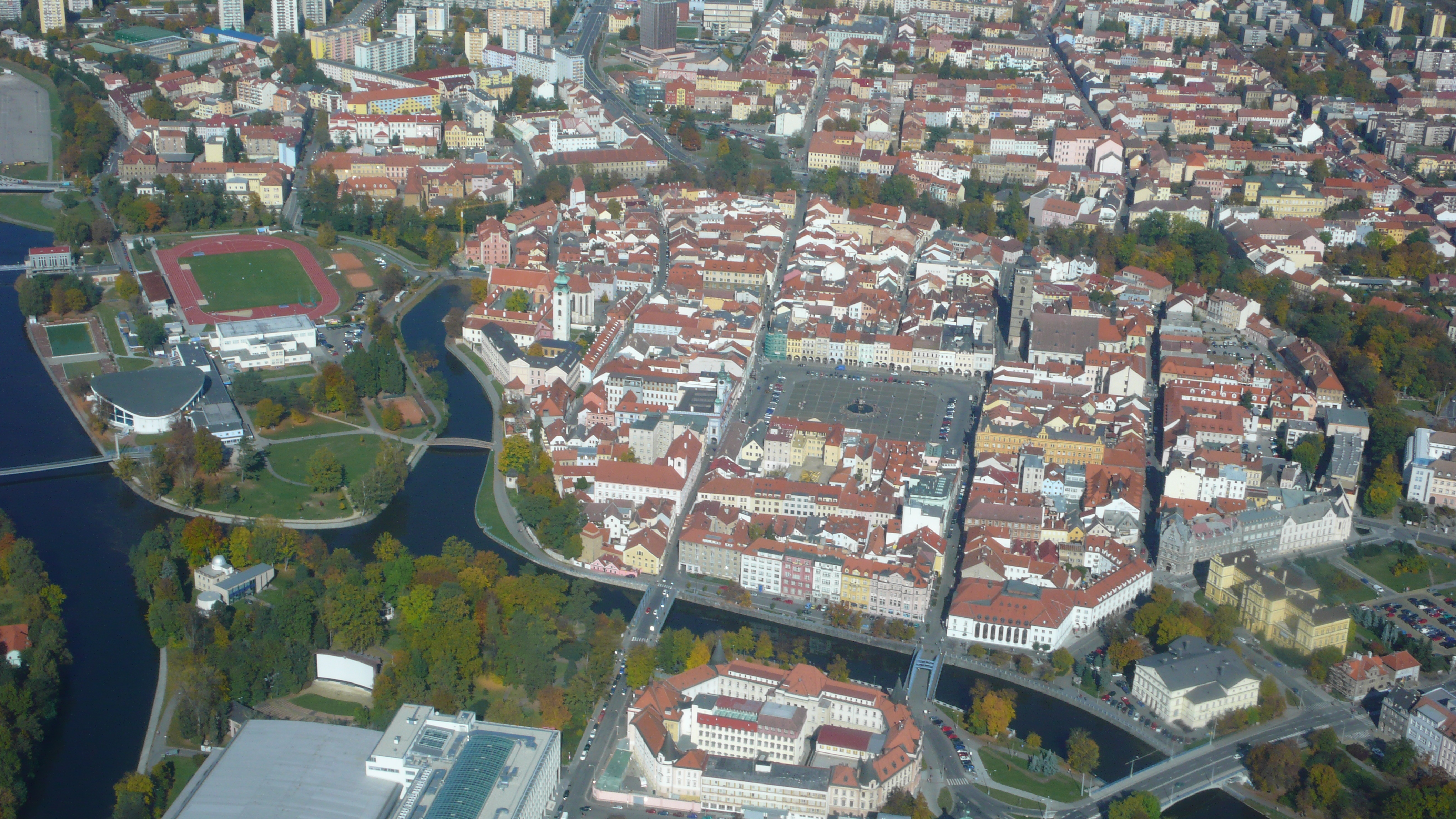
Centrul orașului

České Budějovice (în germană Budweis), este un oraș cu circa 95.000 de locuitori pe malul râului Vltava, fiind cel mai mare oraș din regiunea Boemia de Sud, Cehia.
Orașul a devenit renumit prin berea Budweiser produsă în localitate. Pe lângă aceasta, este un oraș universitar.

## Personalități născute aici
- Vladimír Remek (n. 1948), astronaut, Erou al Uniunii Sovietice;
- Barbora Hrzánová (n. 1964), actriță;
- Miloslav Rozner (n. 1977), politician, om de afaceri;
- David Lafata (n. 1981), fotbalist.